# Roy Sigüenza
Roy Sigüenza (Portovelo, 1958) es un escritor y cronista ecuatoriano, considerado como uno de los poetas más destacados de las últimas décadas en Ecuador. Entre las temáticas más recurrentes en su obra se encuentran la pasión, el deseo masculino y el amor homosexual.
Realizó sus estudios secundarios en Portovelo y los superiores en la Pontificia Universidad Católica del Ecuador, aunque no finalizó la carrera. Su primera obra fue el poemario Cabeza quemada, que publicó en 1990 en formato de plaquette. Sus primeras publicaciones contaron con tirajes reducidos.
A principios de la década de 2000 dirigió el departamento de cultura del municipio de Portovelo. En su faceta de cronista se ha dedicado al rescate de la historia de su ciudad natal.
Su poema Piratería, incluido originalmente en el poemario Tabla de mareas (1998), alcanzó gran popularidad en los círculos poéticos jóvenes de Ecuador. Un fragmento del mismo incluso fue elegido para dar nombre a la novela Caballo sea la noche (2019), del escritor español Alejandro Morellón.

## Obras
Entre las publicaciones de Sigüenza se encuentran:
Poemarios
- Cabeza quemada (1990)
- Tabla de mareas (1998)
- Ocúpate de la noche (2000)
- La hierba del cielo (2002)
- Cuerpo ciego (2005)
- Cuatrocientos cuerpos (2009)[9]
- Apuntes de viaje a Nurdu

Recopilaciones
- Abrazadero y otros lugares (2007)[4]
- Manchas de agua (2016)[10]
- Habilidad con los caballos (2020)

Crónicas
- ¿Y vieron bailar el charlestón a la ‘Chiva’ Marina? (1991)
- Portovelenses S.A. (1999)